# Валђубола (Анкона)
Валђубола (итал. Valgiubbola) насеље је у Италији у округу Анкона, региону Марке.
Према процени из 2011. у насељу је живело 3 становника. Насеље се налази на надморској висини од 479 м.